# Yazaki
A Yazaki Corporation é uma multinacional japonesa fundada em 8 de outubro de 1941 por Sadami Yazaki. A empresa é especializada na fabricação e fornecimento de componentes elétricos e eletrônicos para a indústria automotiva. Com sede em Minato, Tóquio, Japão, a Yazaki é uma das maiores fornecedoras mundiais de chicotes elétricos e sistemas de distribuição de energia para veículos.

### História
A Yazaki começou suas operações focada na produção de chicotes elétricos, um componente crucial para a indústria automotiva. Com o passar dos anos, a empresa expandiu seu portfólio para incluir uma ampla gama de produtos, como displays, instrumentos de painel, conectores e outros componentes eletrônicos.

### Produtos e Serviços
Os principais produtos e serviços da Yazaki incluem:
- Chicotes Elétricos: Sistemas de fiação que conectam componentes elétricos e eletrônicos em veículos.
- Sistemas de Distribuição de Energia: Produtos que gerenciam a distribuição de energia elétrica nos veículos.
- Displays e Instrumentos: Painéis de instrumentos e displays digitais para automóveis.
- Componentes Eletrônicos: Incluindo sensores, conectores e módulos eletrônicos diversos.
- Soluções de Energia: Produtos e serviços voltados para a gestão e eficiência energética.

### Inovação e Sustentabilidade
A Yazaki investe continuamente em pesquisa e desenvolvimento para criar soluções inovadoras que atendam às necessidades crescentes da indústria automotiva. A empresa também se compromete com práticas sustentáveis, implementando tecnologias que reduzam o impacto ambiental de seus produtos e processos de fabricação.

### Presença Global
A Yazaki é uma empresa global, presente em 46 países ao redor do mundo. Com um impressionante total de 141 fábricas, ela é um gigante na indústria automotiva. Empregando mais de 241.484 funcionários, a Yazaki continua a expandir sua presença e impacto globalmente, sendo um líder reconhecido no setor.

### Yazaki no Brasil
No Brasil, a Yazaki estabeleceu suas operações em 1997 e possui diversas unidades de fabricação e centros de desenvolvimento. As instalações brasileiras produzem uma ampla gama de produtos para as principais montadoras de veículos do país, contribuindo significativamente para o mercado automotivo local.

### Reconhecimento e Parcerias
A Yazaki é amplamente reconhecida por sua qualidade e confiabilidade, sendo premiada diversas vezes por seus clientes e associações da indústria. A empresa mantém parcerias estratégicas com grandes montadoras globais, fornecendo componentes essenciais para marcas renomadas.

### Responsabilidade Social
Além de suas operações comerciais, a Yazaki se dedica a iniciativas de responsabilidade social. A empresa implementa programas que visam melhorar a qualidade de vida das comunidades onde está presente, promovendo educação, bem-estar e desenvolvimento sustentável.

### Futuro
Com a crescente demanda por veículos elétricos e tecnologias avançadas de automação, a Yazaki continua a evoluir e adaptar suas ofertas. A empresa está comprometida em liderar a transformação da mobilidade, fornecendo soluções que suportem a inovação e a sustentabilidade no setor automotivo.

### Ligações Externas
- Site Oficial da Yazaki
- Perfil Corporativo no LinkedIn